# 2021년 10월 수단 쿠데타
2021년 10월 25일, 압델 파타 알부르한 장군이 이끄는 수단 군부가 군사 쿠데타로 정부를 장악했다. 처음에는 최소 5명의 정부 고위 인사가 구금되었다. 민간인 총리 압달라 함도크는 쿠데타를 향한 지지 선언을 거부했고 10월 25일 대중에게 쿠데타 세력에 맞서 저항할 것을 촉구했다. 10월 26일, 함도크 총리는 가택 연금 상태에 놓이게 되었다. 광범위한 인터넷 중단도 보고되었다. 당일 주권위원회가 해산되고 비상사태가 선포되었으며, 함독 내각의 과반수와 다수의 친정부 지지자들이 체포되었다.
수단 전문직 협회(Sudanese Professionals Association)와 자유와 변화의 힘(Forces of Freedom and Change)을 비롯한 주요 민간 단체는 시민 불복종을 촉구하면서 쿠데타 조직원들과 협력하지 말라고 강조했다. 10월 25일과 26일에는 쿠데타에 반대하는 대규모 시위가 벌어졌으며, 군부의 총격으로 시위 첫 날 최소 10명의 민간인이 사망하고 140명 이상이 부상하였다. 수단 외교부, 정보부, 총리실은 이번 쿠데타가 범죄이며 함도크가 여전히 총리직을 유지하고 있다면서 권력 이양을 인정하지 않았다.

## 배경

### 2019년 쿠데타와 혁명
1989년 쿠데타 이후 수단을 통치해 온 오마르 알바시르 대통령은 몇 주간의 대규모 시위 이후 과도군사위원회가 집권하면서 2019년 4월 군부의 압력으로 축출되었다. 시위는 몇 달 동안 계속되었으며, 6월에는 하르툼 학살이 일어났다. 2019년 8월, FFC(자유와 변화의 힘)가 대표하는 시위대는 군부와 권력 분점을 한다는 계약에 합의하며 주권 위원회를 구성했고, 수단 과도군사위원회와 자유와 변화의 힘 사이에 맺어진 협정에 따라 체제전환 과정을 3년 3개월 동안 이어가기로 했다. 21개월 동안은 군부 인사가, 그 뒤를 이어서 18개월 동안은 민간인 지도자가 수단 주권위원회를 이끌기로 합의하였으며, 권력 이양은 2021년 11월로 예정되어 있었다.

### 9월 쿠데타 시도
2021년 9월, 수단 정부는 군사 쿠데타 시도를 저지했다. 정보부장관에 따르면 가해자들은 국영 방송국의 텔레비전 건물과 중앙군사령부를 장악하려 했던 "구 정권의 잔당들"이었다. 사건 이후 경찰 40여명이 검거됐다. 그 이후 군 지도자들이 자유와 변화의 힘 연립에 개혁과 내각 교체를 요구하기 시작하면서 군 지도자들과 민간 지도자들 사이 긴장이 고조되었다.

### 2021년 10월 쿠데타 이전 시위
10월 16일, 친 군부 성향 시위대가 하르툼에서 군사 쿠데타를 요구하는 시위를 벌였다. 그들은 소규모 경찰 병력을 뚫고 대통령궁 문에 도달했다. 친 군부 성향 시위대는 주권 위원회 의장 압델 파타 알부르한 장군에게 권력을 잡고 국가를 장악할 것을 촉구했다. 친 군부 성향 시위대는 10월 21일까지 하르툼 대통령궁 밖에서 농성을 이어갔다.
10월 21일, 하르툼, 옴두르만, 포트수단, 아트바라를 포함한 수단의 여러 도시에서 민간인 시위대가 민간 정부를 지원하고자 거리로 나섰다.
10월 24일 친 군부 시위대가 하르툼의 주요 도로와 다리를 차단했으며, 보안군은 군중을 해산하고자 최루탄을 사용했다.

## 사건
2021년 10월 25일 새벽 무렵, 수단군은 최소 5명의 수단 정부 고위 인사를 체포했다. 나중에는 수단 전역에서 광범위한 인터넷 중단이 보고되었다.
로이터의 목격자에 따르면 쿠데타 당시 신속 지원군 구성원들이 하르툼 거리에 주둔하고 있었다고 했다.

### 쿠데타가 발발해 정부가 해산되다
압델 파타 알부르한은 그날 늦게 비상사태를 선포하고 정부와 주권위원회의 해산을 발표했다. 그는 텔레비전 연설에서 새로운 기술 관료 정부가 2023년 7월에 열릴 차기 선거까지 이 나라를 이끌 것이라고 말했다. 쿠데타가 발발한 다음 날 알부르한은 수단 내전을 피하려고 자신의 행동을 정당화하였다. 알부르한은 군을 향해 선동을 부추긴 것으로 의심되는 정치인들을 체포하는 것 외에 군에게 선택의 여지가 없었다고 말했다. 알부르한은 자신이 쿠데타를 일으켰다는 것을 부인하며, 오히려 "체제 전환 경로를 바로잡으려고 노력하고 있었다"는 의견을 표명하였다.

### 정부 구성원의 체포
군부는 민간인 총리 압달라 함도크의 자택을 포위한 뒤 가택연금하였다. 함도크는 쿠데타를 지지하는 성명을 발표하라는 군부의 압력을 받았지만 이를 거부했다. 함도크는 수단인들이 쿠데타에 저항하고 "그들의 혁명을 수호"할 것을 촉구했다. 함도크는 쿠데타 지지 거부 의사 표명 때문에 10월 25일에 알 수 없는 장소로 옮겨졌다. 10월 26일, 알부르한은 함도크를 위험에서 보호하려고 그를 자신의 집에 구금했다고 말했다.
10월 25일에는 산업부 장관 이브라힘 알셰이크 (Ibrahim al-Sheikh), 하르툼 주지사, 아이만 칼리드 (Ayman Khalid), 정보 장관 함자 발룰 (Hamza Baloul)도 구금되었다. 또한 집권 의회 의원인 모하메드 알피키 술리만 (Mohammed al-Fiky Suliman)과 총리의 언론 고문인 파이살 모하메드 살레 (Faisal Mohammed Saleh)도 체포되었다. 2021년 10월 25일 기준으로 군부에 억류된 사람들의 위치는 알려지지 않았다. 목격자들의 보고에 따르면, 군대가 수도 전역에 배치되어 민간인의 이동을 제한하고 있다고 한다. 국제항공편은 하르툼 공항 폐쇄 이후 중단되었다.

### 쿠데타를 향한 저항과 민간인 학살
쿠데타는 민주화를 추구하는 수단 민간인들의 저항에 부딪혔고, 이들 가운데 다수는 군부에 항의하고자 하르툼 거리로 나왔다. 수단 혁명을 일으킨 핵심 연립인 수단 전문가 협회와 자유와 변화의 힘은 대중의 시민 불복종과 쿠데타 협력 거부를 촉구했다. 전국움마당 (National Umma Party) 도 마찬가지로 군부의 정부 구성원 체포를 비난하고 대중에게 거리에서 항의할 것을 촉구했다. 수단 공산당은 노동자 파업과 대규모 시민 불복종에 나설 것을 촉구하였다.
총리와 민간 지도자들이 체포된 후 시위대는 하르툼 거리에 모여 자동차 타이어에 불을 붙이고 장애물을 설치하기 시작했다. 시위대는 "국민이 강하다", "군정으로 후퇴하는 것은 불가능하다", "우리는 혁명가다. 우리는 자유다. 우리는 여정을 완수할 것이다"를 포함한 다양한 구호를 외쳤으며, 대부분의 학교, 은행, 기업은 문을 닫았다.
10월 25일 내내 하르툼 주변에서 산발적인 총성이 발생했다. 정보부에 따르면, 군은 10월 25일 시위에서 시위대를 해산하려고 실탄을 사용했다. 군은 시위대의 바리케이드를 제거하려 했고 민간인을 공격했다. 수단 의사 중앙위원회는 군인들이 하르툼에 있는 수단 군 본부 밖에서 시위대를 향해 발포해 최소 3명이 사망하고 80명 이상이 부상했다고 보고했다. 시위 과정에서 7명의 민간인이 사망하고 140명이 넘는 부상자가 발생했다. 군부대와 사복을 입은 깡패들이 거리에서 시위대를 구타하여 일부는 중상을 입었고 일부는 시위대를 덮친 차량에 치여 부상을 입었다. 하르툼의 의료진은 부상당한 시위대를 넘겨달라는 총을 든 군인들의 요구를 거부했다고 보고했다. 보안군은 시위 조직원들을 가택에서 체포했다. 사회주의 의사협회는 육군본부 인근의 로얄 캐어 병원에 "혈액이 긴급히 필요하다"고 밝혔다. 군부의 대규모 시위 진압으로 시위대 300여명이 체포되었다.
민간인 통치와 민주화이행을 위한 수백만 행진의 합동 회의소에서는 "혁명 고조 일정"이라는 시위 지속 관련 계획을 발표했다. 이 계획에는 고속도로, 정부 청사, 대사관 앞에서 철야 시위, 10월 29일부터 야간 행진, 10월 30일 수단 전역에서 민간인에게 완전한 권력 이양을 요구하는 대규모 시위가 포함되었다.
시위대는 10월 26일에도 구호를 외치고 도로를 막고 타이어를 태우는 등 군부를 향한 저항을 이어갔다. 시민 불복종은 널리 확산되었고, 이 영향으로 알주나이나에서는 학교, 상점, 주유소가 문을 닫았다. 수도 밖인 옴두르만, 아트바라, 동골라, 엘오베이드, 포트수단, 게지라, 홍해 주에서도 군부에 저항하는 시위가 벌어졌다.

### 인터넷 중단
사건 직후 NetBlocks를 포함한 국제 감시 단체는 수단의 주요 인터넷이 중단되었다고 보고했다. 이는 나중에 수단 정보부가 입증하였다.

### 대중 매체
정부 소유 국영 텔레비전은 중단 없이 송출되었다.

### 정부 부처 및 대사관
마리암 알마흐디 수단 외무장관은 "이 나라의 어떤 쿠데타도 거부할 것"이며, 수단인들은 "모든 사회 수단으로 쿠데타에 저항할 것"이라고 말하며 쿠데타에 맞섰다. 알마흐디는 함도크의 체포를 "매우 위험하며 용납할 수 없는 일"이라고 주장하였다. 10월 26일 외무부는 알마흐디의 초기 성명을 지지했으며, 알-마흐디는 AP통신 과 직접 인터뷰에서 "우리는 여전히 제자리에 있다. 우리는 그러한 쿠데타와 위헌 조치를 거부한다"고 밝혔다.
10월 25일, 정보부는 함도크가 이끄는 정부가 "여전히 합법 과도정부"임을 선언하고 "총리와 억류된 모든 관리들의 즉각 석방"을 요구했다. 국방부는 또 “군부가 취한 일방적인 조치와 결정은 모두 헌법상 근거가 없고 법을 위반하는 범죄로 규정하고 있다”고 밝혔다.
10월 26일, 총리실은 함도크의 가택연금 석방을 촉구하면서 계속해서 “함도크 행정부는 수단 국민과 세계가 인정하는 행정부”라고 밝혔으며, 시민 불복종과 다른 정부 인사들의 석방을 촉구했다.
프랑스, 벨기에, 스위스 주재 수단 대사들은 쿠데타에 반대하고 민간인 시위대와 뜻을 함께한다고 밝혔다. 그들은 "우리는 전 세계가 따르는 쿠데타를 향한 용감무쌍한 반대에 전적으로 동조한다"고 밝혔으며, 그들의 대사관들이 "수단 국민과 그들의 혁명"을 대표한다고 말했다.

## 분석
뉴욕타임스에 따르면, 수단 군부의 민주화 이행 훼방에 영향을 미친 요인으로 국가 또는 국제 전쟁 범죄 혐의와 관련한 개인 위험과 금 거래와 관련한 통제력을 잃을 위험이 포함되었다.
국제 위기 그룹의 조나스 호너는 쿠데타를 향한 민간인의 강력한 저항을 예상했으며, 군부가 시민 불복종의 가능성을 과소평가했다고 판단했다. 호너는 "군부는 교훈을 얻지 못했다. 우리가 혁명 이후와 바시르 이후를 봐도 알 수 있듯이 거리는 완강했고 민간인들은 이를 위해 기꺼이 목숨을 바쳤다."고 주장했다.

## 국제 반응

### 쿠데타 반대
수단 군부의 쿠데타와 민간인 시위대 살해는 국제 사회에서 널리 비난받았다. 제프리 D. 펠트먼 아프리카의 뿔 미국 특사는 미국이 수단 군부의 정권 탈취에 관련한 초기 보고에 깊은 경각심을 갖고 있다고 말하며, 쿠데타를 전적으로 용납할 수 없다는 의견을 표명하였다. 미국 정부는 7억 달러의 지원을 중단했다. 주제프 보렐 유럽 연합 외교안보정책고위 대표와 아흐메드 아불 가이트 아랍연맹 사무총장 도 쿠데타에 우려를 표명했다. 보렐은 "보안군이 불법으로 구금한 사람들을 즉시 석방할 것"을 촉구했다.
국제 연합 수단 대표부는 쿠데타를 규탄하고 정부 관리의 즉각적인 석방을 촉구했다. 아프리카 연합도 정치 지도자의 석방을 촉구하는 비슷한 성명을 발표했다.
안토니오 구테흐스 유엔 사무총장은 쿠데타를 규탄하고 함도크 총리의 석방을 촉구했다. 그는 국제 연합이 수단 국민과 "계속 단결할 것"이라며 "힘겹게 얻은 정치 변화를 보호하려면 헌법을 똑바로 존중해야 한다"고 덧붙였다.
프랑스와 독일 정부는 쿠데타를 비난했다.
남수단 비정부기구 Community Empowerment for Progress Organization의 지도자 에드먼드 야카니 (Edmund Yakani)는 군부의 함도크 총리 체포를 규탄했다. 야카니는 함도크 체포가 수단 평화 과정과 남수단 평화 과정 모두를 위험에 빠뜨렸다고 말했다.
10월 26일, 아프리카 연합은 수단의 회원국 자격을 정지시켰다. 수단이 완전한 아프리카 연합 회원국 자격을 회복하려면 과도 정부 실질 복원이라는 조건을 충족해야 한다.

### 중립
중국과 에티오피아는 수단 파벌 간 대화를 촉구하였다.